# Самбетов, Калтай Самбетович
Калтай Самбетович Самбетов (каз. Қалтай Сәмбетұлы Сәмбетов, 13 мая 1939; Чуйский район, Джамбулская область, Казахская ССР, СССР) — советский и казахстанский железнодорожник, ветеран национальной компании «Казахстан темир жолы». Герой Труда Казахстана (2025). 

## Биография
Родился в 1939 году в Шуском районе Жамбылской области.
Окончил Ташкентский институт инженеров железнодорожного транспорта, по специальности «Автоматика, телемеханика и связь на железнодорожном транспорте».
Трудовую деятельность начал монтером автоматики, телемеханики и связи Аягузской дистанции сигнализации и связи. Работал электромехаником, старшим электромехаником Аягузской, Шуской дистанции сигнализации и связи;
С 1960 по 1970 гг. трудился электромехаником СЦБ и связи, старшим инженером Джамбульской дистанции сигнализации и связи, главным инженером, начальником Шуской дистанции сигнализации и связи;
С 1970 по 1982 гг. — главный инженер службы сигнализации и связи Управления Казахской железной дороги, заведующий отделом транспорта и связи Комитета народного контроля, заместитель заведующего отделом транспорта и связи Центрального комитета Компартии Казахстана;
С 1982 по 1995 гг. — начальник отдела кадров - заместитель начальника дороги, заместитель начальника дороги по кадрам и социальным вопросам, главный инженер-первый заместитель начальника дороги, главный экономист - первый заместитель начальника дороги Алма - Атинской железной дороги;
С 1995 по 2006 гг. — первый заместитель начальника дороги Управления Алма - Атинской железной дороги, заместитель генерального директора, первый заместитель генерального директора РГП «Казахстан темир жолы», первый вице-президент ЗАО "НК "КТЖ";
С февраля 2006 года — управляющий директор АО "НК "КТЖ";
С февраля 2009 года — управляющий директор по безопасности движения АО "НК "КТЖ";

## Награды
- 2025 (31 июля) — Звание «Қазақстанның Еңбек Ері» (Герой Труда Казахстана) с вручением знака особого отличия Золотой звезды (Алтын жұлдыз) и ордена «Отан» — за выдающийся вклад в развитие железнодорожной отрасли и транспортной инфраструктуры Республики Казахстан.;[2][3]
- 2019 — Орден Парасат;
- 2008 — Орден Курмет;[4]
- 1999 — Медаль «За трудовое отличие» (Казахстан);
- 1995 — почётное звание «Қазақстанның еңбек сіңірген қызметкері» (Заслуженный работник Казахстана) — за большие заслуги в развитии отечественной железнодорожной отрасли.;
- В 2009 году он награжден знаком «За заслуги в развитии ОАО «Российские железные дороги» I степени;
- В 2001 году Совет по железнодорожному транспорту наградил Почетной грамотой за значительный вклад в укрепление и развитие сотрудничества и взаимодействия железнодорожных администраций в осуществлении перевозок пассажиров и грузов, обеспечение эффективной работы железнодорожного транспорта в международном сообщении.;
- Почётный гражданин Жамбылской области;[5]
- Орден Трудового Красного Знамени (дважды);
- Медаль «За трудовую доблесть»;
- Медаль «Ветеран труда»;
- Медаль «В ознаменование 100-летия со дня рождения Владимира Ильича Ленина» (1970);
- Почётный железнодорожник;
- Правительственные медали, в том числе:
  - Медаль «10 лет независимости Республики Казахстан» (2001);
  - Медаль «В ознаменование 100-летия железной дороги Казахстана» (2004);
  - Медаль «50 лет Целине» (2004);
  - Медаль «10 лет Конституции Казахстана» (2005);
  - Медаль «10 лет Астане» (2008);
  - Медаль «20 лет независимости Республики Казахстан» (2011);
  - Медаль «25 лет независимости Республики Казахстан» (2016);